# Слідопит Урана

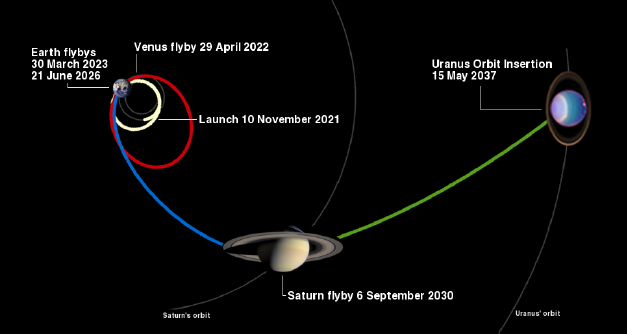
Траєкторія руху Uranus Pathfinder

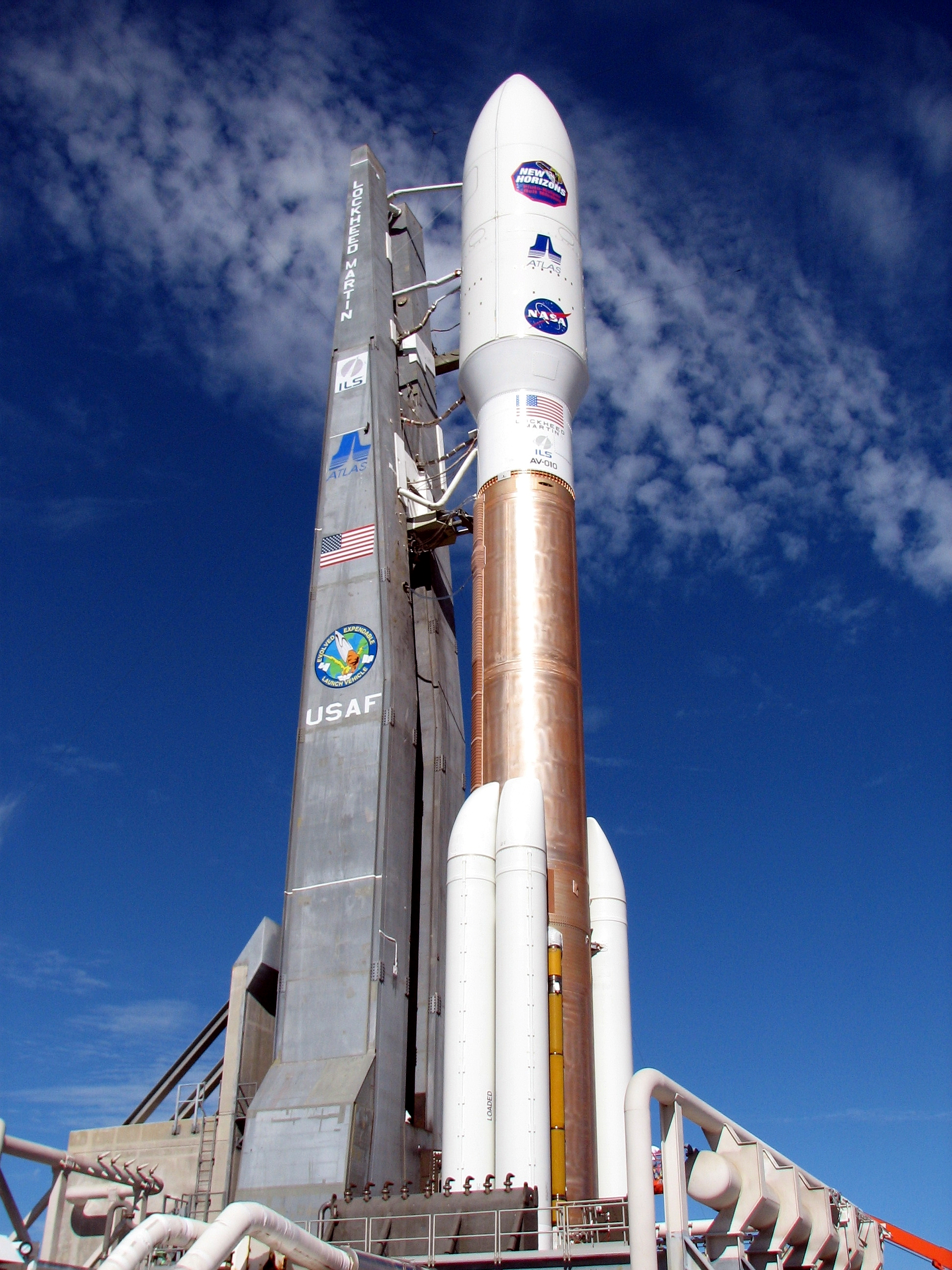
Ракета «Атлас-5»

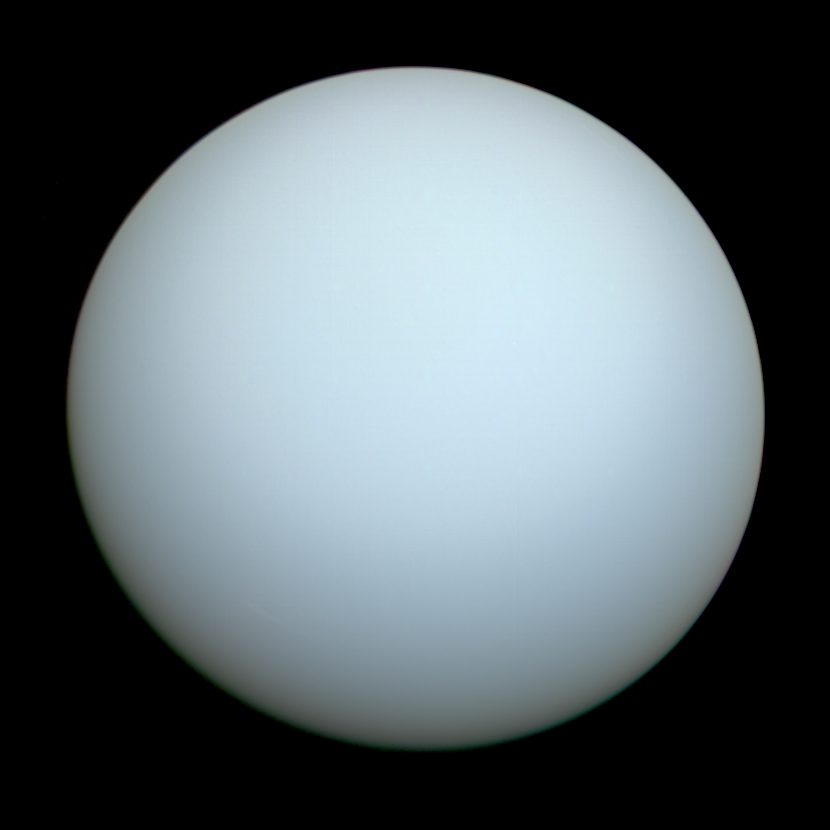
Уран

«Уран Патфайндер» — це концепція місії для системи Урана, яку оцінювало Європейське космічне агентство у 2010-х роках. 
Планета незвичайна тим, що вона нахилена прямо на бік. Астрономи вважають, що це сталося, коли Уран отримав потужний удар від іншого світу під час космічного зіткнення.
У 2011 році вчені  Mullard Space Science Laboratory у Великій Британії запропонували спільну місію NASA та ESA Uranus Pathfinder до планети Уран. 
Це була б місія середнього класу (класу М), яку було б запущено у 2022 році, і її було подано до ЄКА у грудні 2010 року за підписами 120 вчених з усього світу. ЄКА обмежує вартість місій класу M на рівні 470 мільйонів євро .   
Проект Uranus Pathfinder був запропонований на підтримку програми ESA Cosmic Vision 2015–2025.  Дослідження місії включало кілька можливих комбінацій дат запуску, траєкторій та прольотів (за допомогою гравітації), зокрема прольотів Землі, Венери та планети Сатурн.  
Дійсно, у дослідженні зазначалося, що вимоги до зміни швидкості лише незначно вищі, ніж для типових місій до Сатурна цього періоду. 
У базовій концепції, UP є двосторонньою місією ESA-NASA, і вона буде запущена на Atlas V 551 у січні 2025 року для міжпланетного переходу Венера-Земля-Земля до Урана, досягнувши орбіти Урана в листопаді 2037 року після фази крейсерського польоту тривалістю 12,8 років.
Він би обертався навколо Урана по дуже ексцентричній 45-денній полярній науковій орбіті з близькими періапсисними відстанями (Періапсис — це точка на орбіті, де об'єкт найближче підходить до центру маси іншого об'єкта. 
У випадку орбіти навколо планети, це буде точка, де космічний апарат або супутник максимально близько до планети.) до Урана, щоб проводити високоточні вимірювання гравітаційного та магнітного полів Урана та проводити дослідження атмосфери.
Наукове корисне навантаження має значну спадщину в Європі (на Землі, не путати зі спутником Юпітера) та за її межами та включає: високоточну камеру, спектрометр видимого/ближнього інфрачервоного діапазону, тепловий інфрачервоний болометр, радіонаукове обладнання, магнітометр, детектор радіохвиль та плазмових хвиль, а також детектор плазми.
Місія використовуватиме наземні станції зв'язку в New Norcia (діапазон X) та Cebreros (діапазони X та K a) під час тривалого польоту до системи Урана.
- VVE (Венера–Венера–Земля)
- ВЕО
- EVVE
- VEES (Венера–Земля–Земля–Сатурн)
- ВВЕЕС

Щодо джерела живлення, пропозиція пропонує використовувати європейський радіоізотопний термоелектричний генератор на основі америцію-241, а також згадує MMRTG та ASRG NASA як можливі резервні варіанти, які забезпечать більше потужності. 

### Пропозиції щодо місії на Уран
- МУЗА
- Oceanus
- ODINUS
- Орбітальний апарат і зонд Урана